# Aleksandar Marelja
Aleksandar Marelja (Belgrado, 14 de junio de 1992) es un baloncestista serbio que está sin equipo actualmente . Con 2,03 metros de estatura, juega en la posición de Ala-pívot en las filas del Mitteldeutscher BC de la  Basketball Bundesliga.

## Trayectoria deportiva
Comenzó a jugar a baloncesto en las categorías inferiores del Radnički. En la temporada 2012-13, en las filas del Sloga de la liga Serbia, logró un promedio de 12,1 puntos y 5,8 rebotes por partido. Asimismo, logró ser elegido MVP de su liga con su tope anotador como jugador profesional: 30 puntos, además de 11 rebotes.
En 2013, firma por el CB Murcia para sustituir a Joe Ragland.  Marelja participó en dos partidos con el UCAM Murcia en los Play off finales, en los que promedió 3 puntos y 2 rebotes. 
En la temporada 2015-16 jugó en el Oostende, aunque no finalizó la campaña y tuvo un paso discreto por el club belga que disputó la FIBA Europe Cup.
Comienza la temporada 2016-17, en las filas del KK Mega Leks, donde firmaría unos correctos 6.8 puntos y 3.8 rebotes en la Liga Adriática, y 8.5 puntos y 2.8 rebotes en la Basketball Champions League. 
En marzo de 2017 ficha por el Real Betis Energía Plus para cubrir la baja del lesionado Juanjo Triguero.